# Viaduct Nieuwe Houtenseweg
Viaduct Nieuwe Houtenseweg is een viaduct gelegen over de rijksweg A27 tussen knooppunt Rijnsweerd en knooppunt Lunetten te Utrecht. De 141 meter lange verkeersbrug vormt een verbinding met de bestaande Nieuwe Houtenseweg waarvan de ene kant begint bij de Oude Mereveldseweg en eindigt bij de Furkabaan in de wijk Lunetten.

## Uitbreiding
In 2012 werd een nieuwe brug voor het autoverkeer bijgeplaatst, waardoor de oorspronkelijke brug, een gecombineerde auto- en spoorbrug, met extra treinsporen kan worden uitgerust en alleen voor treinverkeer bestemd wordt. De opdrachtgever van het project is spoorbeheerder ProRail. Rijkswaterstaat zal de brug na gereedkomen  overnemen. De brug werd in twee nachten over de A27 geplaatst in het weekend van 2 - 4 maart 2012, nadat ze op ongeveer 20 meter van de definitieve plek gemonteerd was.

### Techniek
Dit 140 meter lange viaduct is vervaardigd met behulp van een licht composietmateriaal, versterkt met staal. De techniek van het produceren van dit soort lichte en toch sterke materialen is ontwikkeld voor de vliegtuigbouw en de ruimtevaart. Een 'gewone' brug van deze lengte zou al gauw zevenmaal zo veel wegen. Ondanks de lichtere constructie kan de overspanning even zwaar worden belast als een met traditionele materialen vervaardigde brug.
De lengte van 141 meter en het lage gewicht van circa 400 ton maakt deze brug tot de langste lichtgewichtbrug ter wereld. In de media wordt het wel een 'megaviaduct' genoemd.

### Fotogalerij

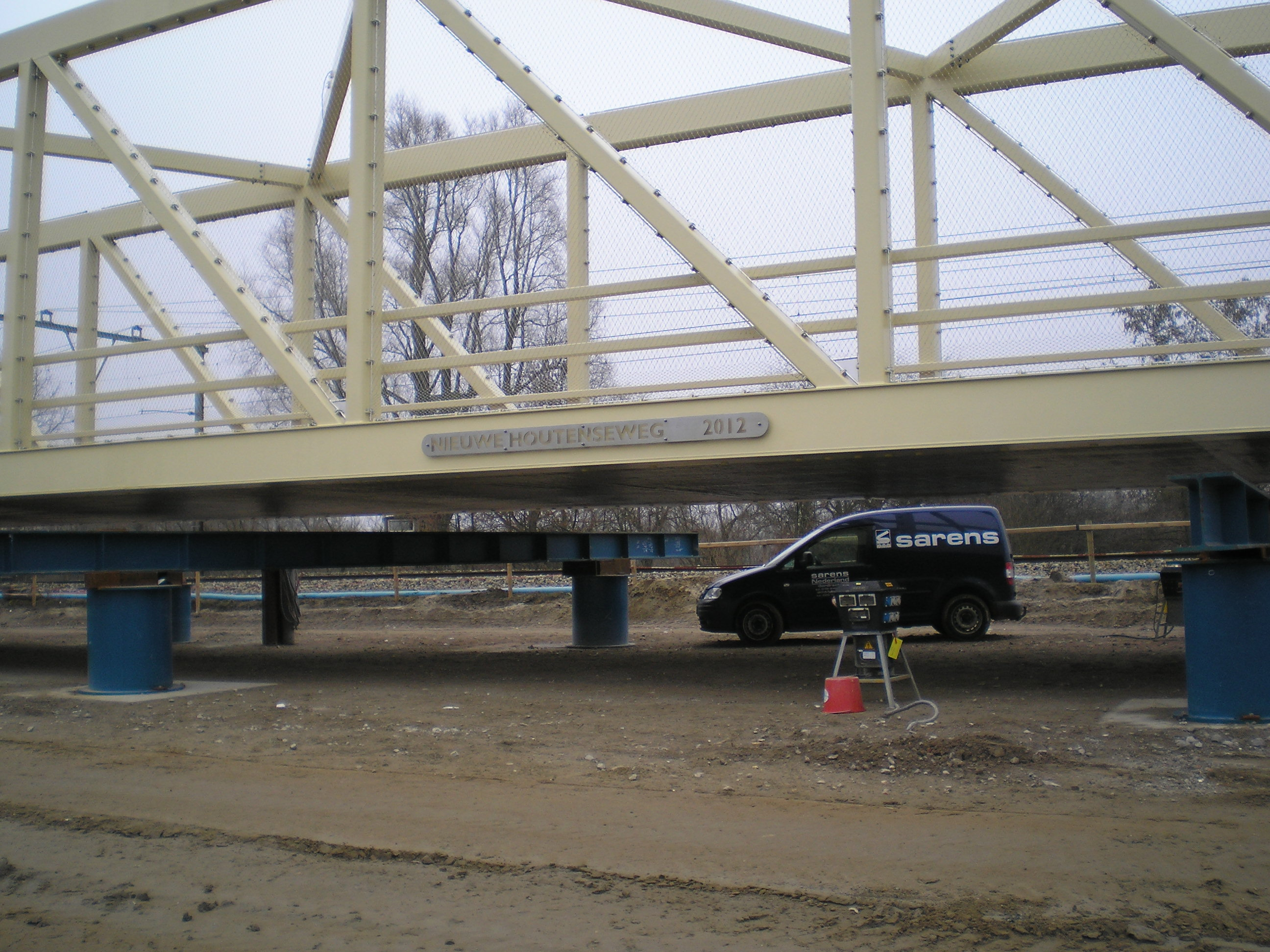
Viaduct in aanbouw vlak bij de huidige locatie
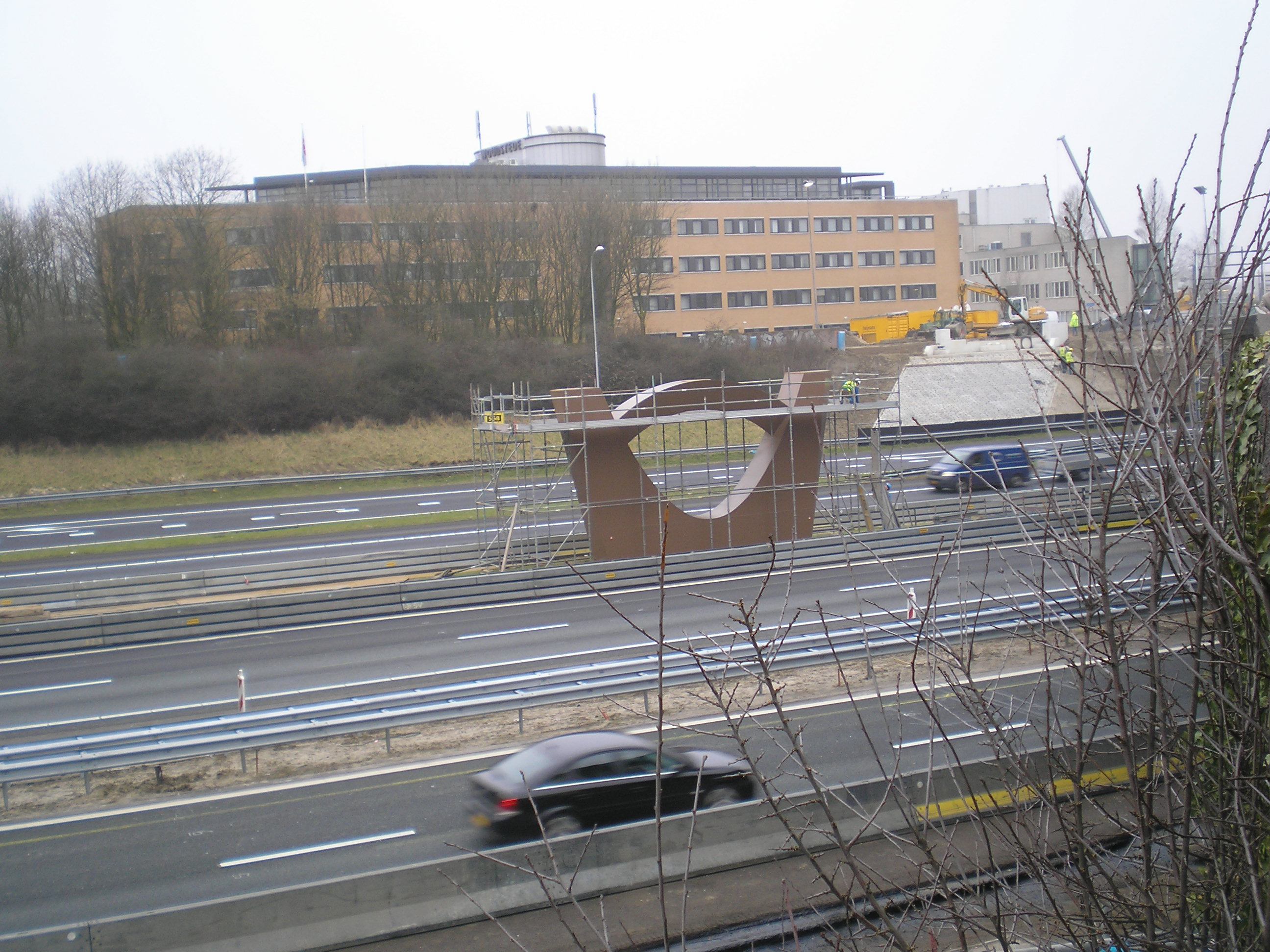
Steunpunt voor de brug in het midden van de snelweg
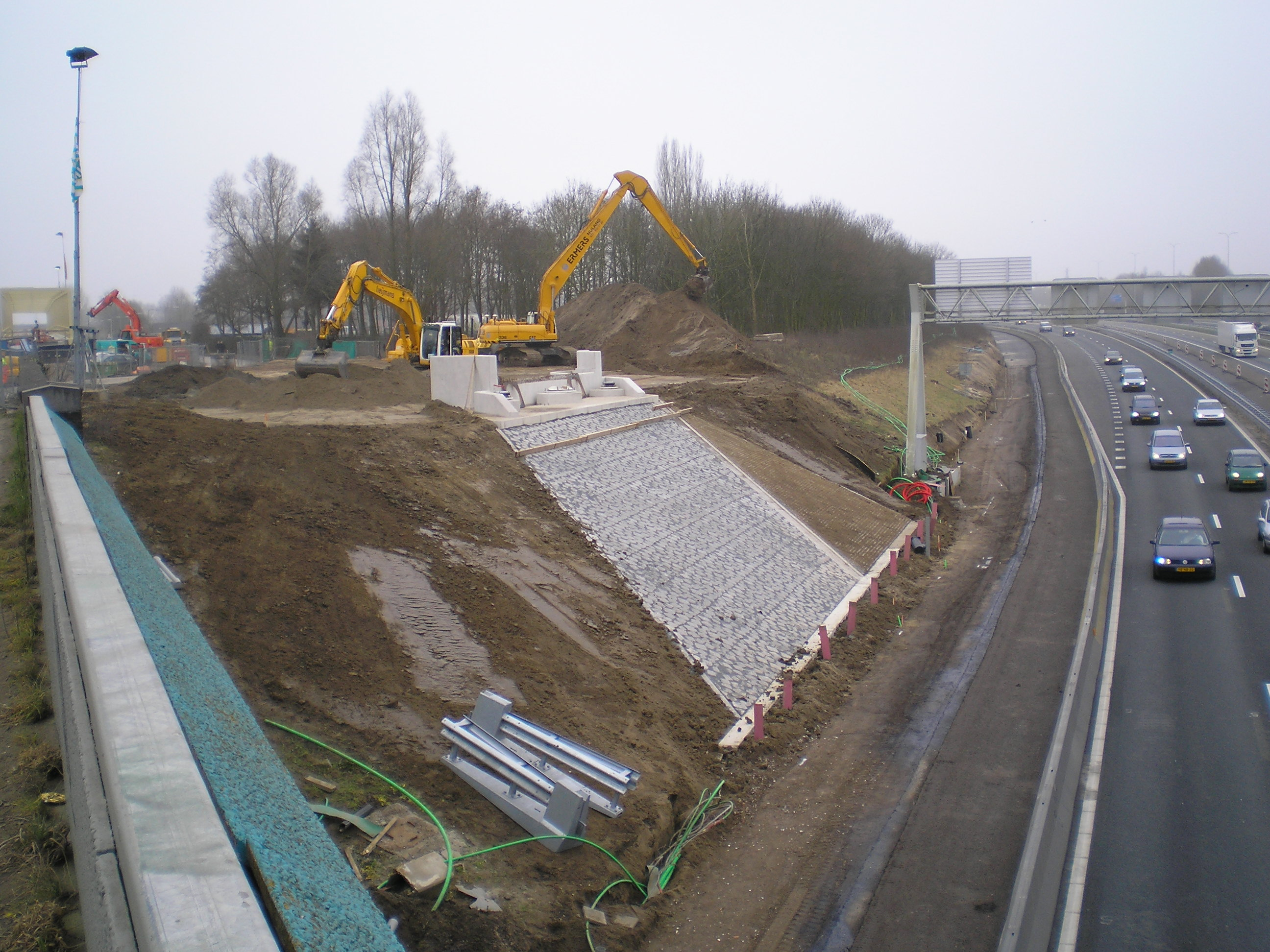
Betonnen console voor het viaduct links van de A27
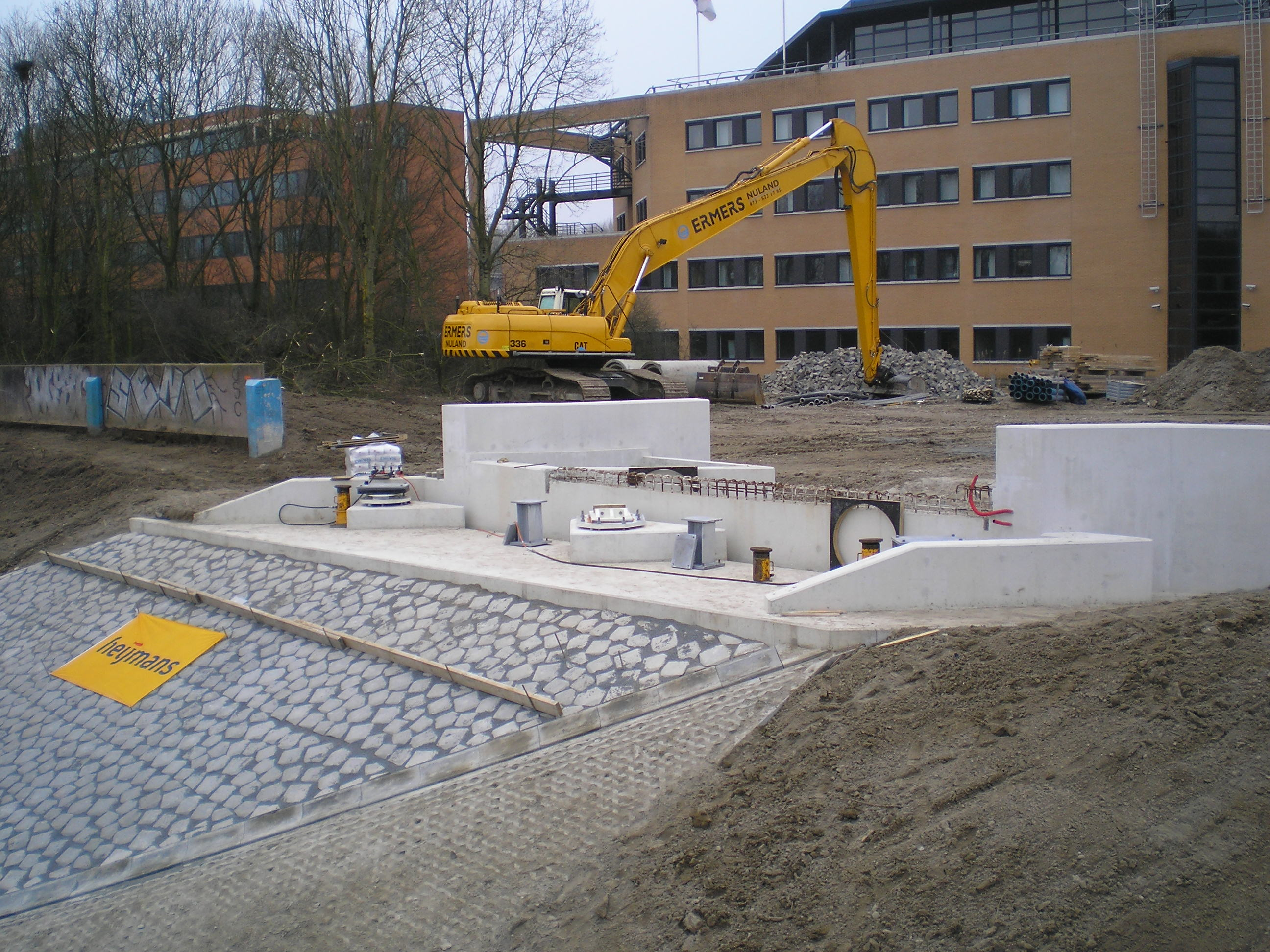
Verankeringsplaats voor het viaduct
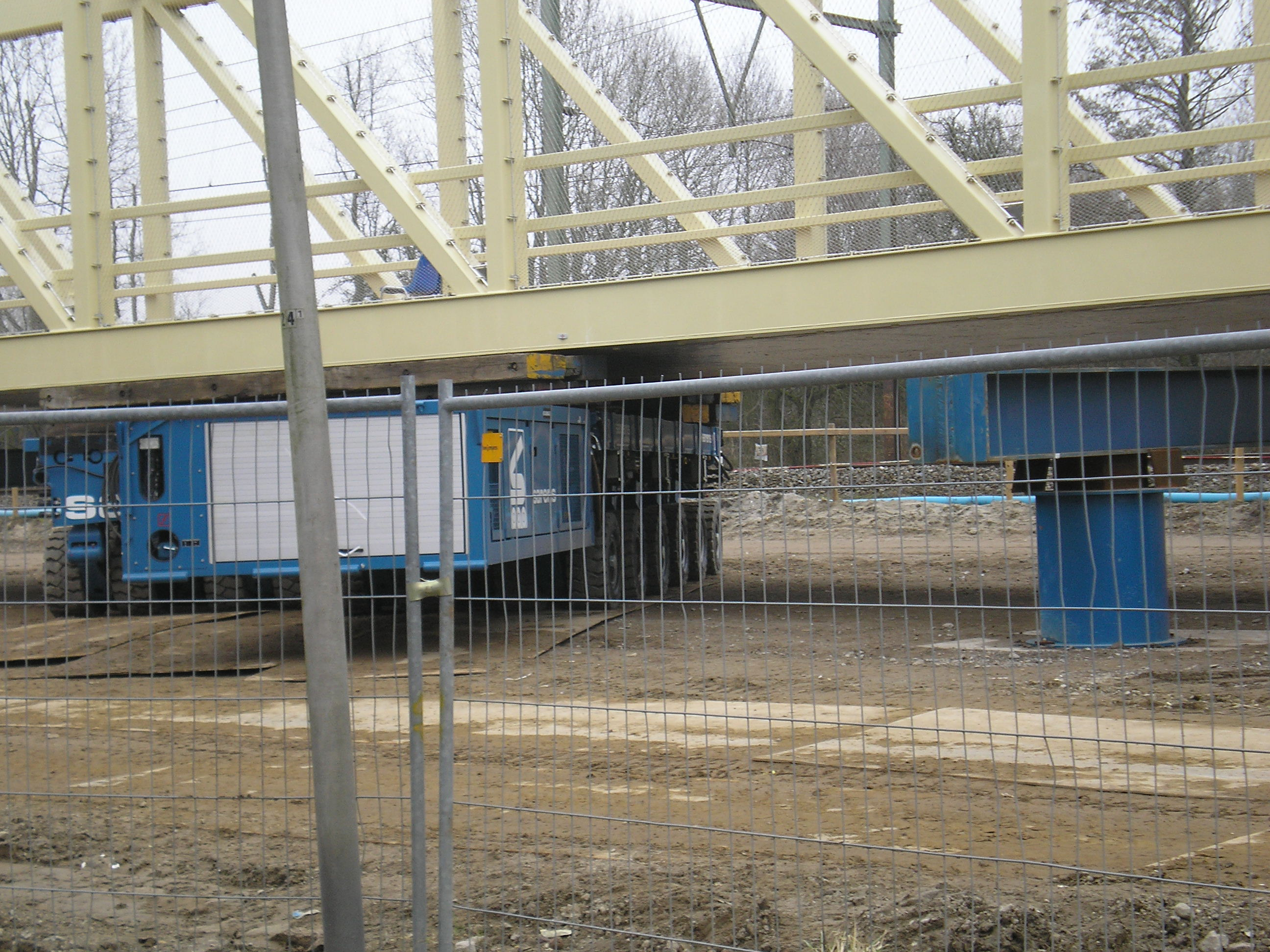
Voertuig om het viaduct naar de A27 te verplaatsen
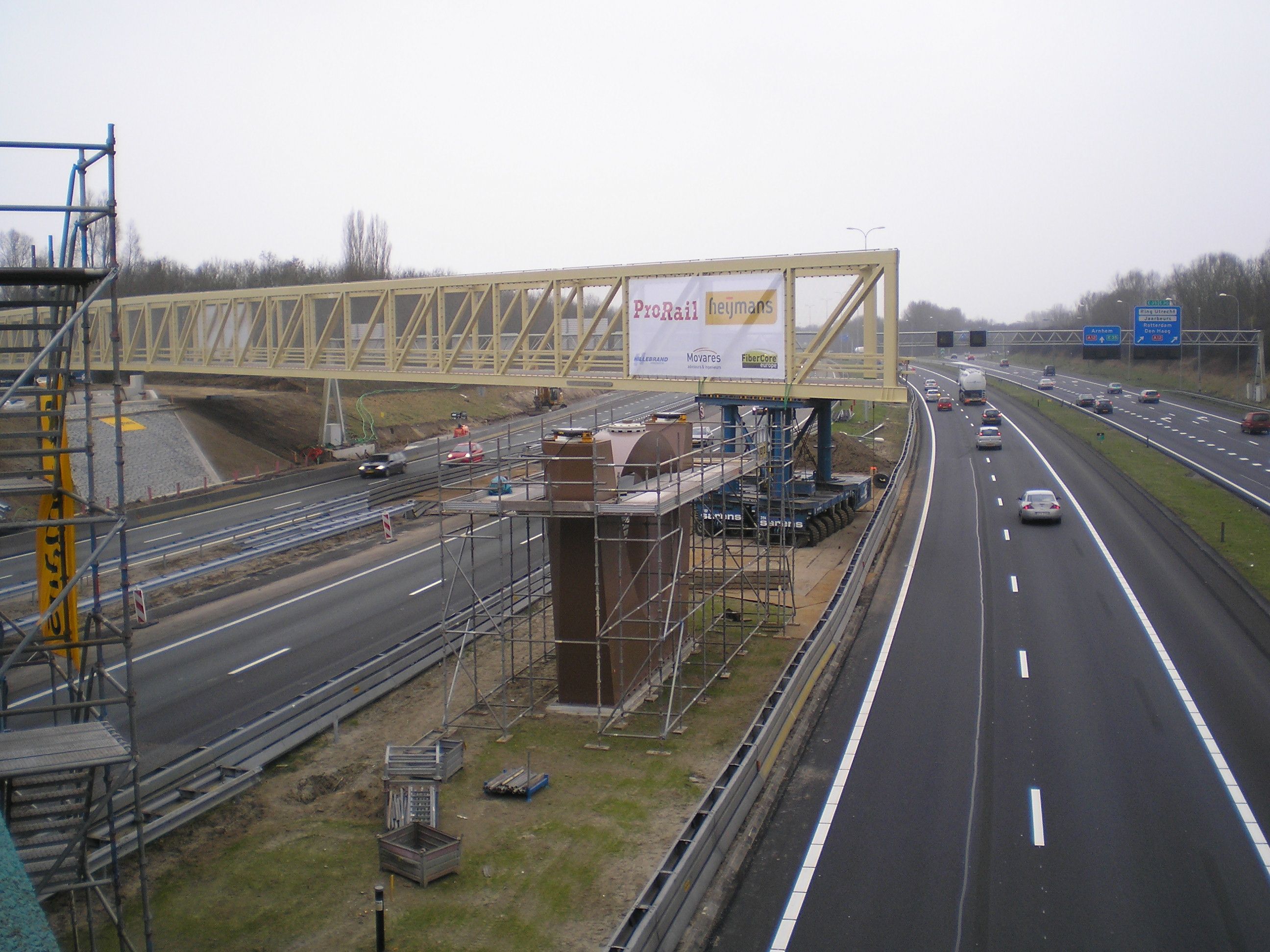
Zaterdag 3 maart 2012, de brug wordt op z'n plek gelegd
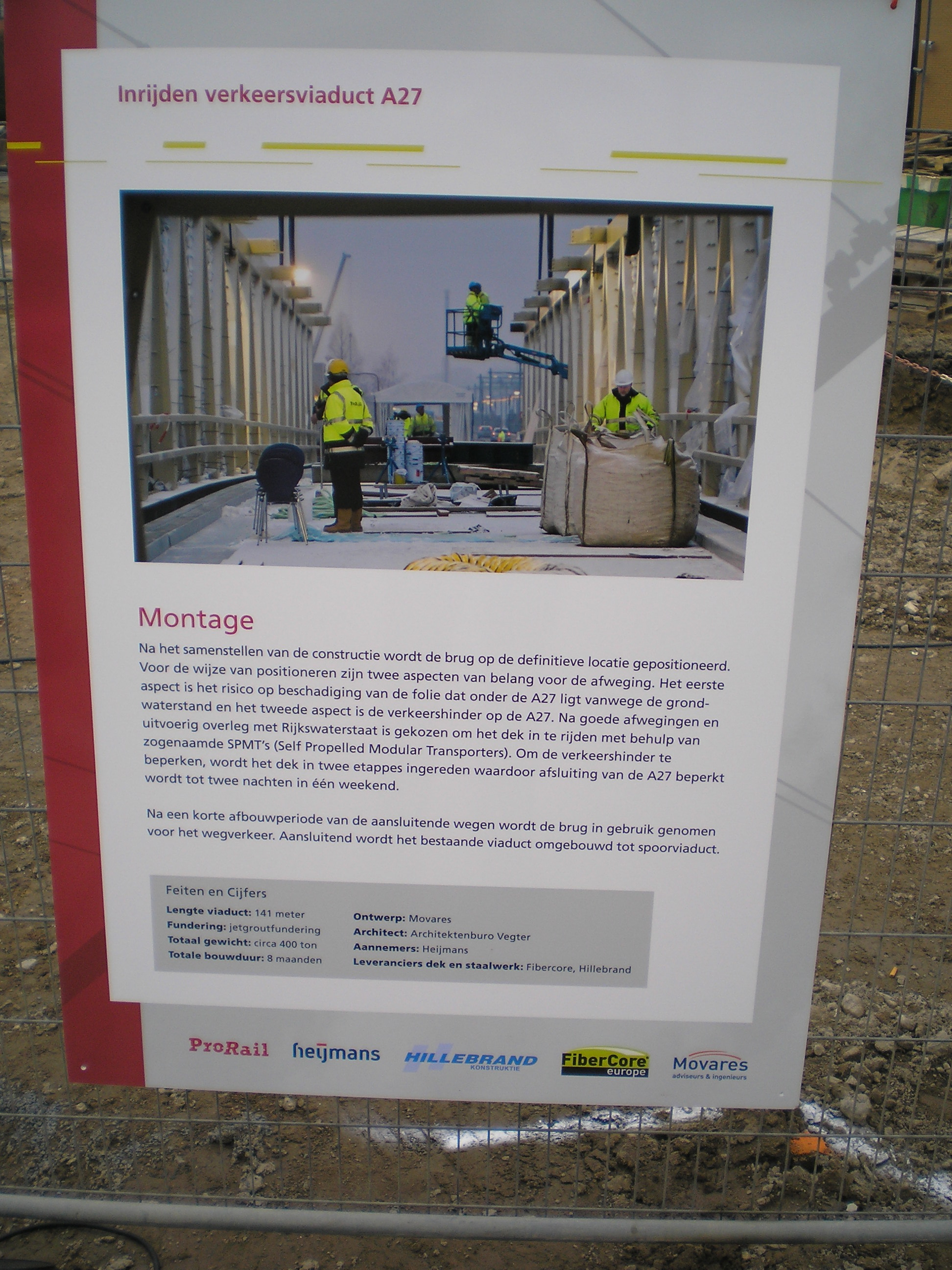
Bord van de bouwers bij de bouwplaats cijfers en feiten